# Maura Haponski
Maura Jo Haponski (* 27. August 1957 in Killeen, Texas) ist eine ehemalige US-amerikanische Rennrodlerin.
Haponski wurde 1973 und 1974 nationale Juniorenmeisterin im Rennrodeln. Bei den Senioren wurde sie sowohl 1974 als auch 1975 Vizemeisterin bei den nationalen Meisterschaften der USA. Im darauffolgenden Jahr nahm sie an den Olympischen Winterspielen in Innsbruck teil. Sie beendete die vier Läufe auf Rang 25.
Nach ihrer sportlichen Karriere absolvierte Haponski ein Studium an der Yale University in New Haven (Connecticut), welches sie 1978 abschloss. Anschließend arbeitete sie als Vizepräsidentin für verschiedene Geschäftsbanken in Kalifornien. Später gründete sie eine eigene Firma im Bereich des Marketing und arbeitete für den öffentlich-rechtlichen Rundfunk in San Diego und als Berater in diesem Bereich.